# Beatrice I d'Este

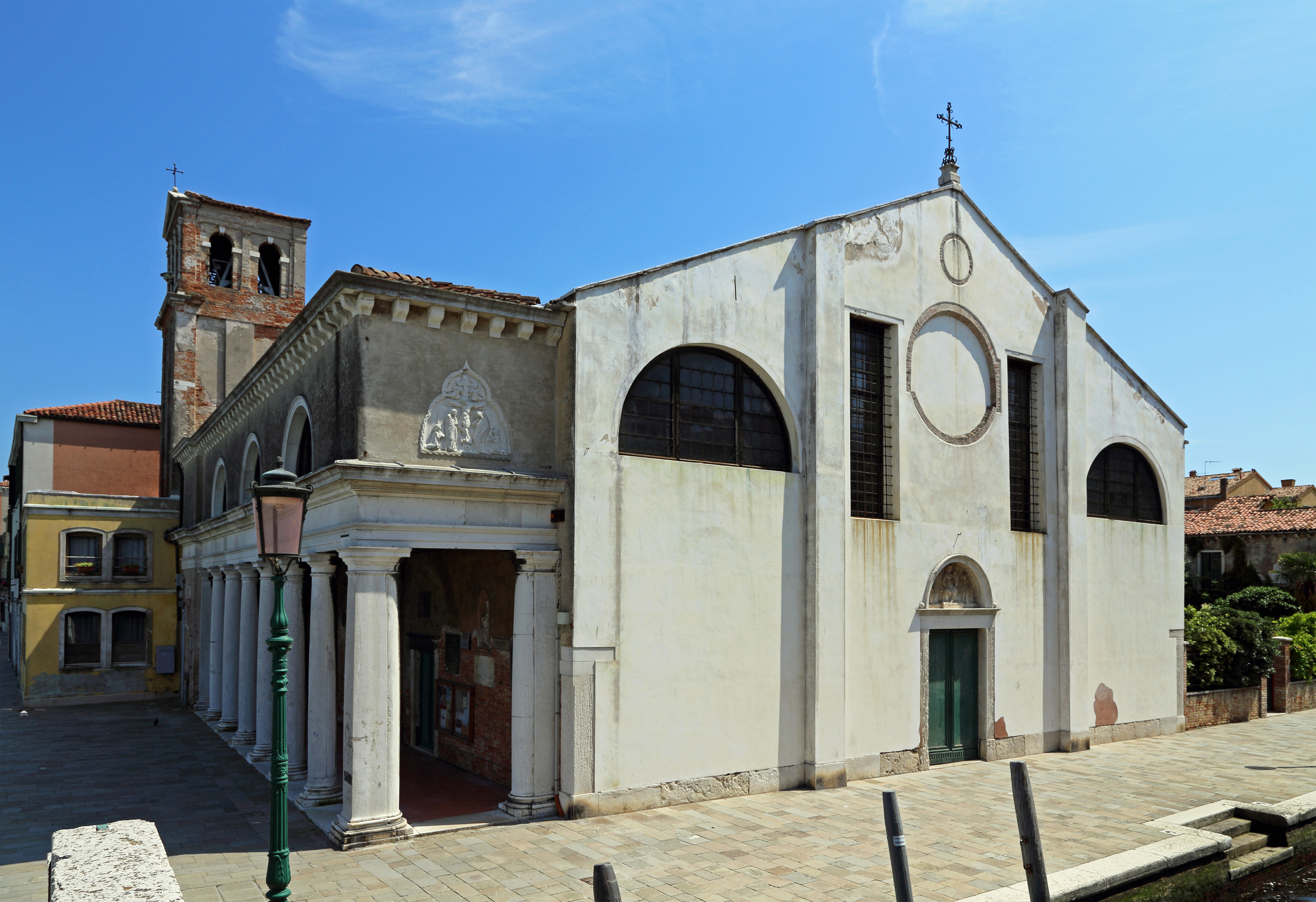
Chiesa di Sant'Eufemia (Venezia)

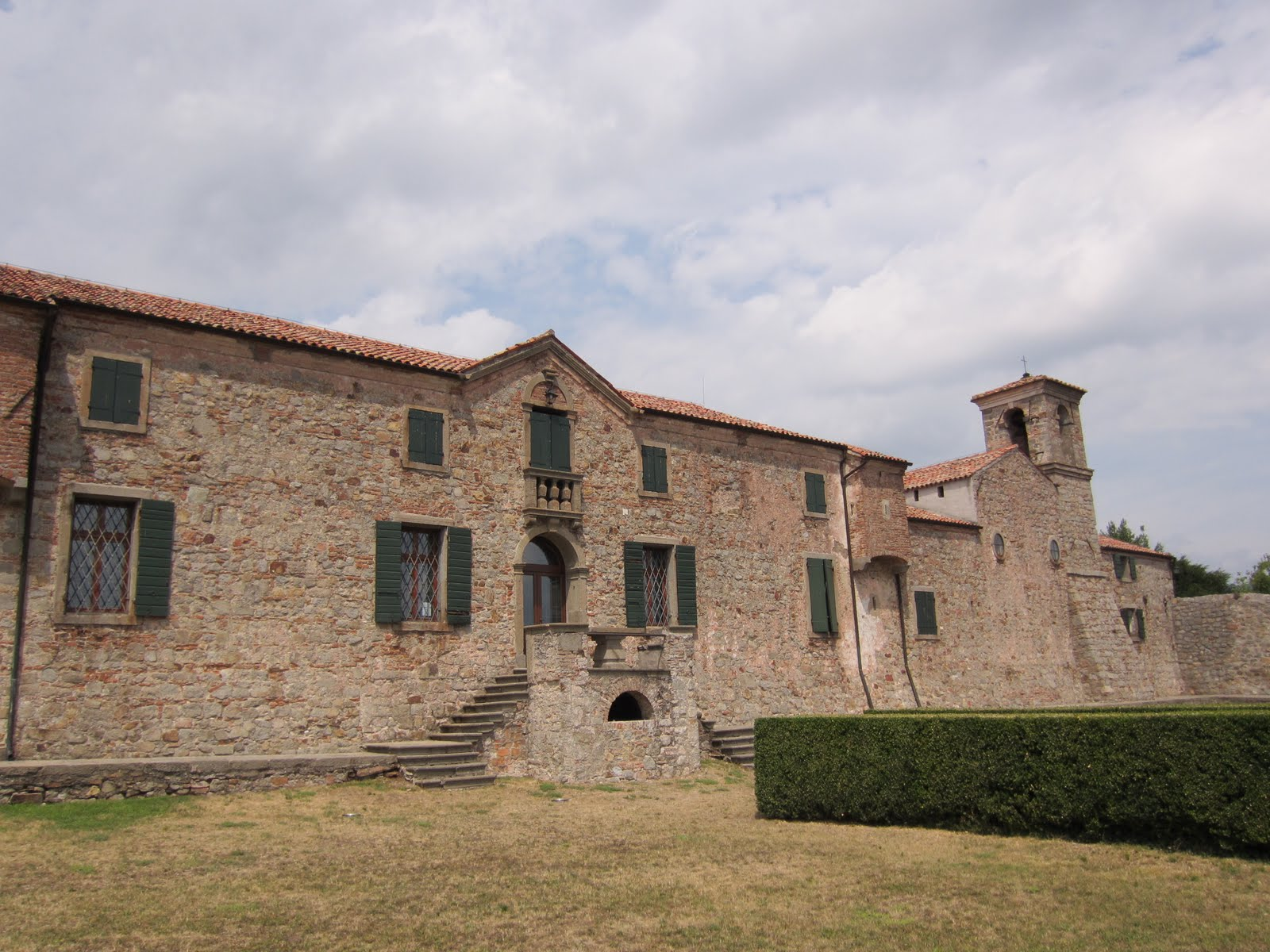
Villa Beatrice d'Este a Monte Gemola

Beatrice I d'Este (Baone, 1192 circa – Baone, 10 maggio 1226) è stata una monaca cristiana italiana, beatificata da papa Clemente XIII.

## Biografia
Beatrice I d'Este nacque all'inizio dell'ultimo decennio del XII secolo (1192 circa) dal marchese Azzo VI e dalla sua seconda moglie Sofia, figlia del conte Umberto III di Savoia. Visse agiatamente gli anni della giovinezza nei castelli di Este e Calaone, dove conobbe gli svaghi e i privilegi della vita di corte e fu celebrata dai poeti del tempo per la sua virtù e bellezza.
La sua vita serena fu però sconvolta dalla prima guerra tra guelfi e ghibellini in Veneto, che condusse a morte prematura il padre; pochi mesi dopo la famiglia subì l'assedio e l'umiliante resa di Este dall'esercito formato da Padovani, Vicentini e Bassanesi, comandato dal giovane Ezzelino II da Romano. Il fratello maggiore Aldobrandino, succeduto al padre, fu ucciso (forse avvelenato) nel 1215. Fu in seguito anche a queste vicende dolorose che Beatrice maturò la scelta della vita religiosa. Inizialmente la nobildonna si trasferì nel monastero benedettino di Santa Margherita sul monte Salarola (Calaone), fondato nel 1179,  dove rimase per un anno e mezzo (1220-1221) senza il consenso del fratello Azzo VII, nuovo marchese d'Este.
Nell'aprile 1221, dopo essersi riconciliata con il fratello, Beatrice ottenne dal vescovo di Padova il monastero maschile di San Giovanni Battista sul monte Gemola, vicino a Este, da tempo abbandonato e ceduto definitivamente alla Diocesi: qui Beatrice volle fondare una nuova comunità femminile che aderì alla Regola benedettina. A questo scopo destinò i suoi beni alle spese di ricostruzione dell'edificio monastico e della chiesa. Presi i voti e fondata la comunità, la giovane monaca attirò con la sua fama e il suo esempio una decina di altre nobildonne che si unirono a lei, venendo al Gemola anche da lontano. Tra queste si possono citare la beata Giuliana dei conti di Collalto, ora sepolta nella chiesa di Sant'Eufemia dell'isola della Giudecca a Venezia, e Maria Enselmini della nobile famiglia padovana cui apparteneva anche la beata Elena. Beatrice e le sue compagne scelsero una dura vita di penitenza, di preghiera, di digiuno e di povertà. La sua umiltà si rispecchia nel rifiuto di diventare badessa: le fonti indicano Desiderata come colei che fu eletta a capo del monastero. Probabilmente le condizioni di una vita tanto austera, in completa clausura, minarono la salute di Beatrice, che si ammalò di tisi dopo pochi anni. 
Morì sul monte Gemola di Baone all'età di circa 34 anni, il 10 maggio 1226.

## Le fonti storiche
I dati biografici sono desunti dalla Vita Beatae Beatricis del suo padre spirituale, il frate veronese Alberto priore di S. Spirito. L'antico testo, per secoli rimasto sconosciuto, fu ritrovato e pubblicato a stampa nel XVIII secolo dall'abate Giovanni Brunacci, ed è ora conservato in un solo codice presso la Biblioteca Estense universitaria di Modena.

## Ascendenza
|                        |                      |                        | Genitori                 |  |  | Nonni |  |  | Bisnonni        |  |  | Trisnonni      |  |
|                        |                      |                        |                          |  |  |       |  |  | Obizzo I d'Este |  |  | Folco I d'Este |  |
|                        |                      |                        |                          |  |  |       |  |  | Obizzo I d'Este |  |  | Folco I d'Este |  |
|                        |                      | …                      |                          |  |  |       |  |  | Obizzo I d'Este |  |  |                |  |
| Azzo V d'Este          |                      |                        |                          |  |  |       |  |  | Obizzo I d'Este |  |  |                |  |
|                        |                      | Sofia da Lendinara     | …                        |  |  |       |  |  |                 |  |  |                |  |
|                        |                      | Sofia da Lendinara     | …                        |  |  |       |  |  |                 |  |  |                |  |
|                        |                      | Sofia da Lendinara     | …                        |  |  |       |  |  |                 |  |  |                |  |
| Azzo VI d'Este         |                      | Sofia da Lendinara     |                          |  |  |       |  |  |                 |  |  |                |  |
|                        |                      | …                      | …                        |  |  |       |  |  |                 |  |  |                |  |
|                        |                      | …                      | …                        |  |  |       |  |  |                 |  |  |                |  |
|                        |                      | …                      | …                        |  |  |       |  |  |                 |  |  |                |  |
| …                      |                      | …                      |                          |  |  |       |  |  |                 |  |  |                |  |
|                        |                      | …                      | …                        |  |  |       |  |  |                 |  |  |                |  |
|                        |                      | …                      | …                        |  |  |       |  |  |                 |  |  |                |  |
|                        |                      | …                      | …                        |  |  |       |  |  |                 |  |  |                |  |
| Beatrice I d'Este      |                      | …                      |                          |  |  |       |  |  |                 |  |  |                |  |
|                        | Amedeo III di Savoia | Umberto II di Savoia   |                          |  |  |       |  |  |                 |  |  |                |  |
|                        | Amedeo III di Savoia | Umberto II di Savoia   |                          |  |  |       |  |  |                 |  |  |                |  |
|                        | Amedeo III di Savoia | Giselda di Borgogna    |                          |  |  |       |  |  |                 |  |  |                |  |
| Umberto III di Savoia  | Amedeo III di Savoia |                        |                          |  |  |       |  |  |                 |  |  |                |  |
|                        |                      | Mahaut d'Albon         | Amedeo III di Savoia     |  |  |       |  |  |                 |  |  |                |  |
|                        |                      | Mahaut d'Albon         | Amedeo III di Savoia     |  |  |       |  |  |                 |  |  |                |  |
|                        |                      | Mahaut d'Albon         | Mahaut d'Albon           |  |  |       |  |  |                 |  |  |                |  |
| Sofia di Savoia        |                      | Mahaut d'Albon         |                          |  |  |       |  |  |                 |  |  |                |  |
|                        |                      | Corrado I di Zähringen | Bertoldo II di Zähringen |  |  |       |  |  |                 |  |  |                |  |
|                        |                      | Corrado I di Zähringen | Bertoldo II di Zähringen |  |  |       |  |  |                 |  |  |                |  |
|                        |                      | Corrado I di Zähringen | Agnese di Rheinfelden    |  |  |       |  |  |                 |  |  |                |  |
| Clemenzia di Zähringen |                      | Corrado I di Zähringen |                          |  |  |       |  |  |                 |  |  |                |  |
|                        |                      | Clementia di Namur     | Goffredo I di Namur      |  |  |       |  |  |                 |  |  |                |  |
|                        |                      | Clementia di Namur     | Goffredo I di Namur      |  |  |       |  |  |                 |  |  |                |  |
|                        |                      | Clementia di Namur     | Ermesinda di Lussemburgo |  |  |       |  |  |                 |  |  |                |  |
|                        |                      | Clementia di Namur     |                          |  |  |       |  |  |                 |  |  |                |  |